# Reuterholm (friherrlig ätt)
Reuterholm är en utslocknad svensk adelsätt med ursprung från Rytterne socken, Västmanlands län. Den är utslocknad sedan  1864.
Esbjörn Pedersson, (född 1647) var arrendator av kungsladugården Fiholm, sedan ägare av Ekeby säteri, båda belägna i Rytterne socken, Västmanlands län. Han var son till Per Gisslesson (död 1676), en fiskare och torpare från Åland och Gertrud Markusdotter, född 1614, död 1700-10-28. Hans son Nils Esbjörnsson adlades von Reuterholm 1708 med nummer 1440, och upphöjdes till friherrlig med namnet Reuterholm 1735 på nummer 217. 
Ätten utslocknade 1864 med kanslisten Carl Axel Emanuel Reuterholm, ogift son till Axel Christian och Lovisa Charlotta Reuterholm (se nedan).

## Släktträd
- Nils Reuterholm (1676–1756), friherrliga ättens stamfar
  - Esbjörn Reuterholm (1710–1773), riksråd
    - Axel Christian Reuterholm (1753–1811), militär och ämbetsman, gift med Lovisa Charlotta Malm-Reuterholm (1768–1845), konstnär
    - Gustaf Adolf Reuterholm (1756–1813), styrte Sverige som hertig Karls förtrogne 1792–1796

  - Axel Reuterholm (1714–1763), politiker och dagboksförfattare
  - Gustaf Reuterholm (1721–1803), ämbetsman och politiker